# Эдгрен, Адольф
Эрик Адольф Эдгрен (швед. Erik Adolf Edgren, англ. Adolph Edgren; 27 октября 1858, Эльвкарлебю, лен Упсала — 26 ноября 1921, Вашингтон) — шведско-американский органист, композитор и музыкальный педагог.
Окончил Упсальский университет (1883). Работал органистом в Церкви Вифезды в стокгольмском районе Эстермальм. В 1887 году опубликовал сборник псалмов «Песни мира» (швед. Fridssånger), музыку которых сочинил или обработал сам и в соавторстве с сестрой Марией Эдгрен (1849—1915). Напечатал также ряд аранжировок для гитары.
В 1892 году эмигрировал в США. Жил и работал в Омахе, где в 1899 году женился на певице Эмме Мёллер, также уроженке Швеции. Вместе с ней занимался музыкально-педагогической работой в Канзас-Сити, Портленде и Сан-Франциско. В 1906 г. супруги перебрались в Сиэтл, где основали Музыкальную школу Эдгренов (англ. Edgren School of Music). Позднее перенёс её в Маунт-Вернон. Опубликовал ряд песен, в том числе прославляющую Сиэтл песню «Город прогресса» (англ. The City of Progress), исполненную в 1909 году на концерте открытия Аляско-Тихоокеанской выставки. Сочинял также кантаты по торжественным поводам: к 50-летию Шведской методистской церкви в США (1895), к шведскому национальному празднику в Канзас-Сити (1900) и Шведскому дню в рамках Аляско-Тихоокеанской выставки (1909).